# Harman Becker Automotive Systems
Die Harman Becker Automotive Systems GmbH ist Teil der Automobilsparte des US-Konzerns Harman International Industries, der seit März 2017 zu Samsung gehört. Die Firma ist Mitglied bei Südwestmetall.

## Geschichte

### Becker

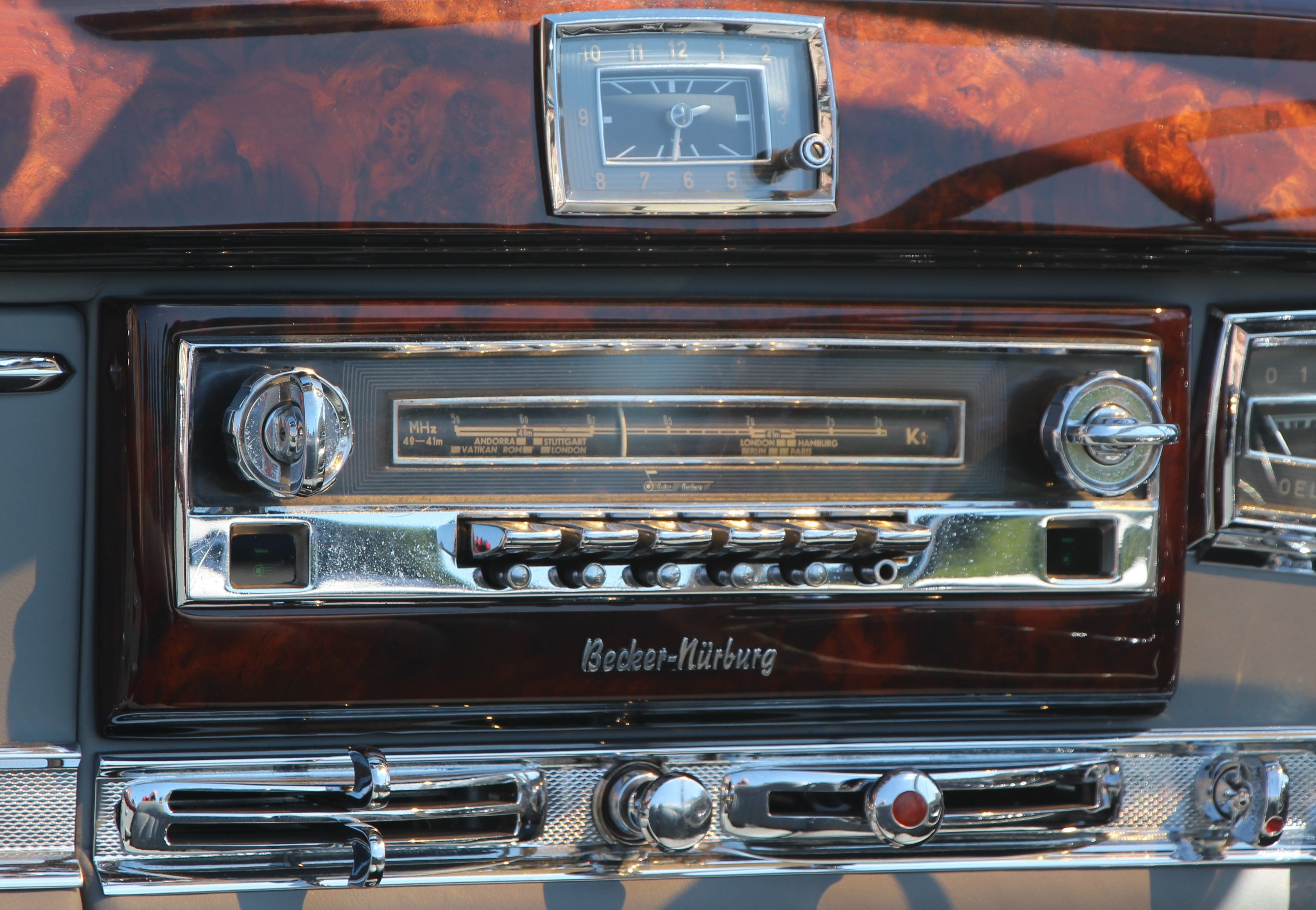
Becker Nürburg Röhrengerät,
etwa 1950

Das heutige Unternehmen ging aus dem deutschen Autoradio- und Navigationssysteme-Hersteller Becker hervor. Dieser entstand 1949 aus einer Reparaturwerkstatt im badischen Pforzheim. Gründer war der Rundfunktechniker Max Egon Becker (1918–1983). Becker brachte 1953 mit der ersten Version seines Modells Mexico erstmals einen automatischen Sendersuchlauf – der mit einem Elektromotor funktionierte – heraus (siehe auch Bilder neuere Becker Mexico-Modelle unten). Becker bot aber auch Geräte mit Stationstasten (Becker Europa) an, deren Vorläufer von Blaupunkt ebenfalls 1953 vorgestellt worden waren. 1955 stieg Becker in den Flugfunk ein. Im Jahr 1987 brachte Becker die Abspielmöglichkeit für Compact Discs (CD) im Autoradio.
Im Jahr 1995, Becker hatte 1300 Mitarbeiter und zwei Werke, allerdings auch einige Millionen D-Mark Schulden, übernahm der US-Konzern Harman International den Bereich Autoradio der Firma. 1997 erschien ein dem CD-Radio optisch ähnliches Gerät mit eingebauter Navigation: Traffic Star; es passte ebenso in einen DIN-Autoradio-Schacht.

### Entwicklung unter Harman
Das Unternehmen mit Hauptsitz in Karlsbad bei Karlsruhe und weiteren Standorten in den USA und Ungarn entwickelte und integrierte weltweit komplette Infotainment-Systeme. Die Palette der Produkte reichte von Navigationssystemen, Sprachsteuerung und HMI bis zu Audio- und Entertainment-Technologien.
Harman Becker Automotive Systems war seit Gründung Lieferant für Mercedes-Benz, stellte aber auch für Marken wie Audi, Porsche, Peugeot, Hyundai, Ferrari, Rolls-Royce, BMW oder Mini her. Weltweit hatte Harman Becker 28 Standorte in folgenden Ländern: Deutschland, USA, Großbritannien, Frankreich, Schweden, Ungarn, Kanada, Mexiko, Südafrika (bis 2008), Japan, Südkorea und China.
2008 betrug die weltweite Mitarbeiterzahl von Harman Becker etwa 8000, der Jahresumsatz 2,9 Milliarden US-Dollar. Im Rahmen der Strategie der Konzernmutter Harman International wurden seit 2008 zunehmend Unternehmensteile in Niedriglohnländer verlagert. Infolgedessen sank die Mitarbeiterzahl der zehn deutschen Standorte von 3800 im Jahr 2008 auf 2250 im Jahr 2013. Die Standorte Hechingen, Villingen-Schwenningen (Entwicklung), Schaidt (Fertigung, 1970 von Becker-Autoradio gegründet) und Hamburg (Innovative Systems, führender Entwicklungsstützpunkt für Navigationssoftware; 2008 verkauft an Neusoft China als Neusoft Technology Solutions) wurden geschlossen oder verkauft.
Ab dem 11. Januar 2010 hat sich die Harman Becker Automotive Systems GmbH aus dem Markt für mobile Navigation zurückgezogen. Die Markenrechte für „Becker Traffic Assist“, „Becker Traffic Assist Pro“ etc. wurden an United Navigation – einem Tochterunternehmen der MairDumont-Gruppe – abgegeben, das im Jahr 2017 insolvent wurde und den Geschäftsbetrieb einstellte. Unter deren Dach wurden die Marken „Falk“ und „Becker“ vertrieben. 2018 waren noch Restbestände der Navigationsgeräte im Handel, für die es aber keine kostenlosen Kartenupdates mehr gibt.
Im November 2016 verständigte man sich darauf, dass Samsung Electronics den Harman-Konzern für acht Milliarden US-Dollar übernehmen wird.

### Entwicklung unter Samsung (nach 2016)
Die Übernahme durch Samsung war im März 2017 abgeschlossen.
Für das Jahr 2020 plante Harman die Schließung des Standortes Straubing mit über 600 Arbeitsplätzen. Die Produktionsanlagen werden nach Ungarn verlagert. Im Juni 2020 erfolgte bei Harman in Ulm ein weiterer Stellenabbau in der Entwicklung von etwa 60 Stellen, wobei 20 verlagert werden, der Bereich Telematik war nicht betroffen.
Etwa seit 2020 werden in Zusammenarbeit mit dem Kommunikationsanbieter Sena Musiksysteme für Helme angeboten.

## Becker Autoradios (DIN-Schacht)

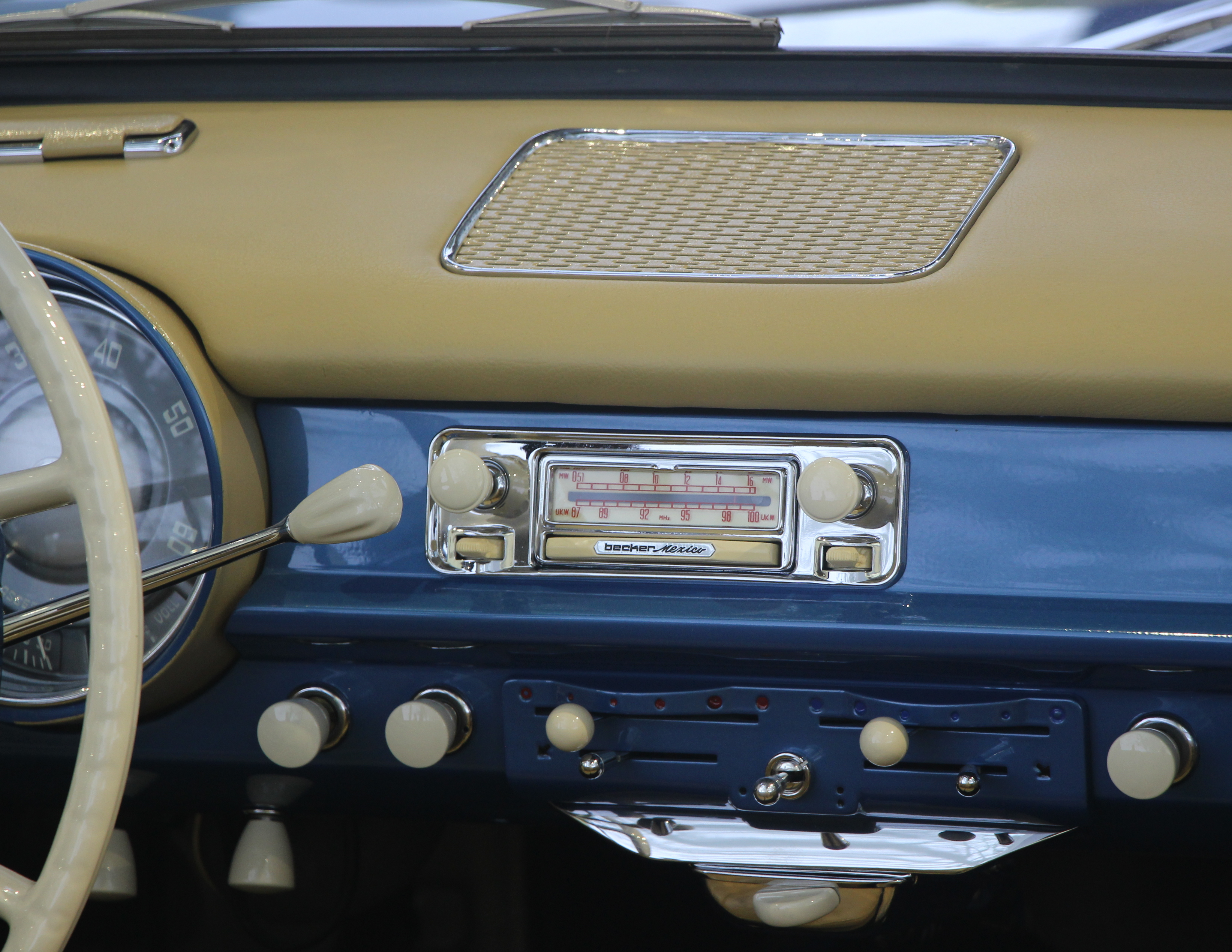
Becker Mexico in einem BMW 503, 1956–1960
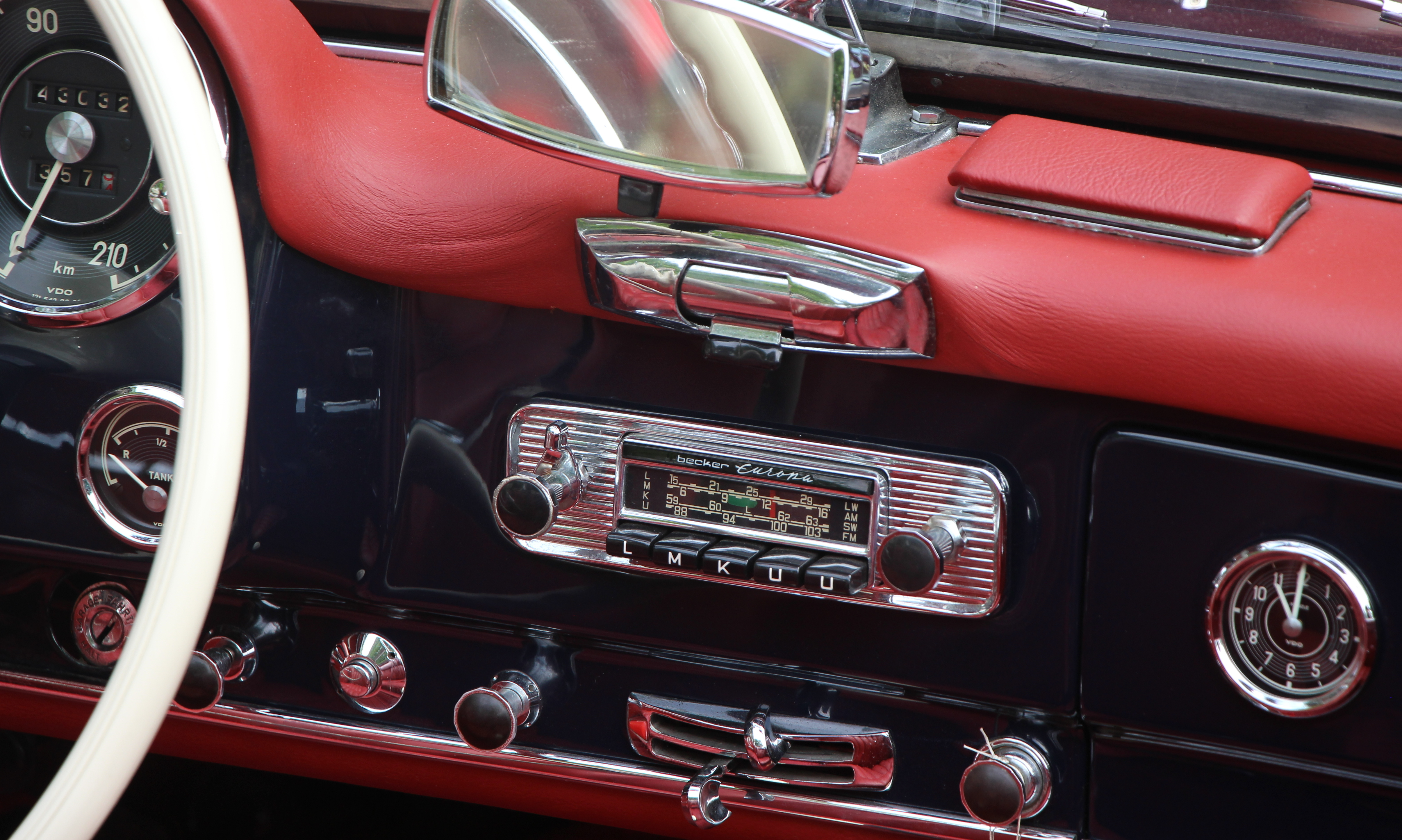
Becker Europa
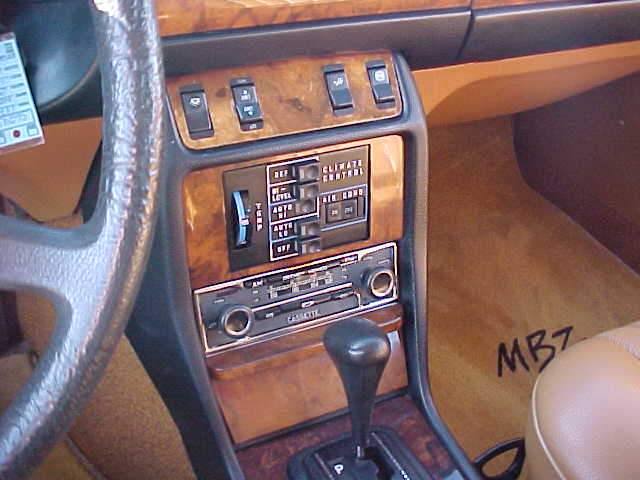
Kassetten-Autoradio Becker Mexico, das bis 1977 produziert wurde
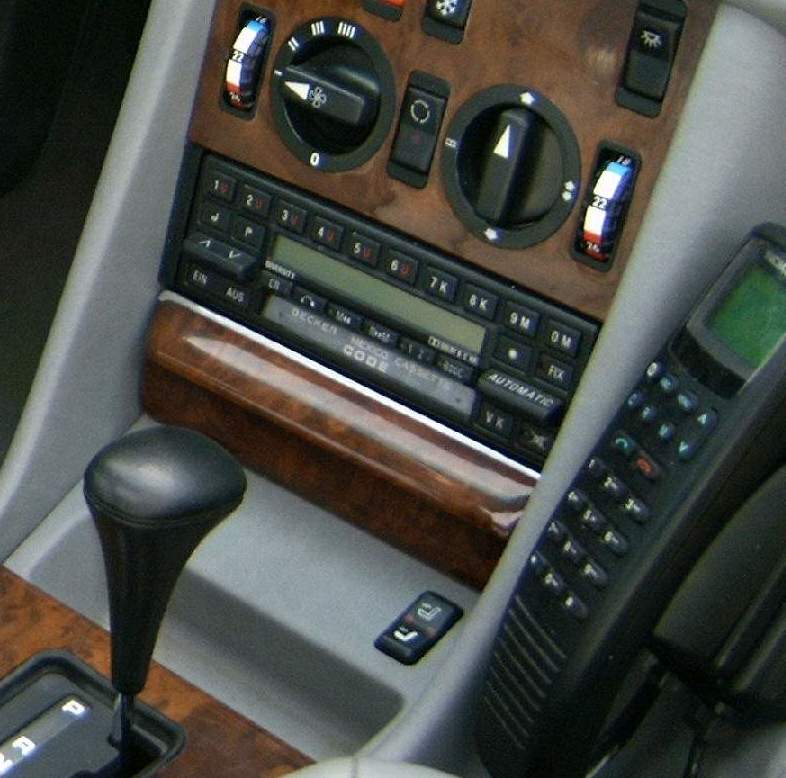
Becker Mexico Cassette in einem Mercedes W126
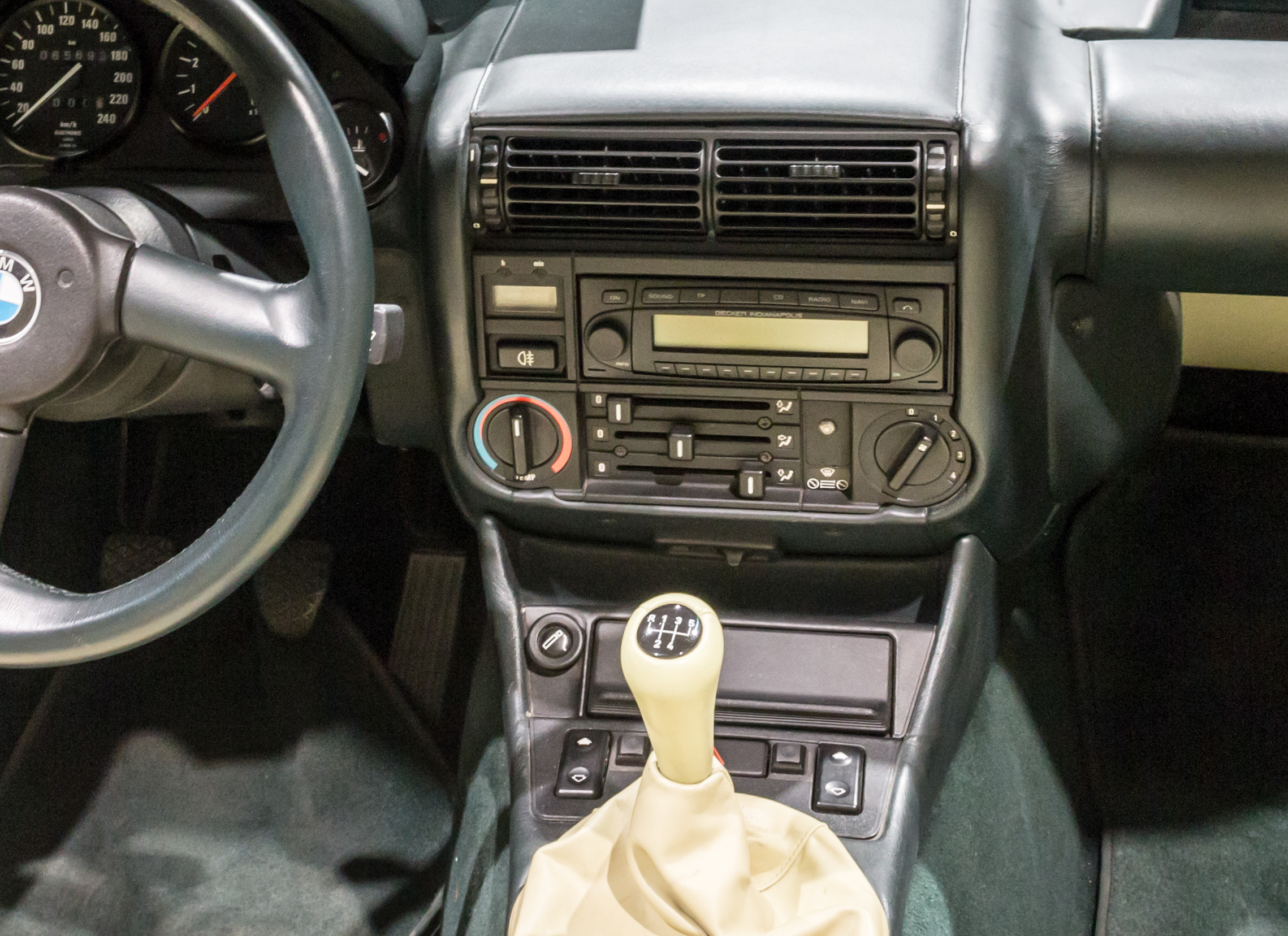
Becker Indianapolis
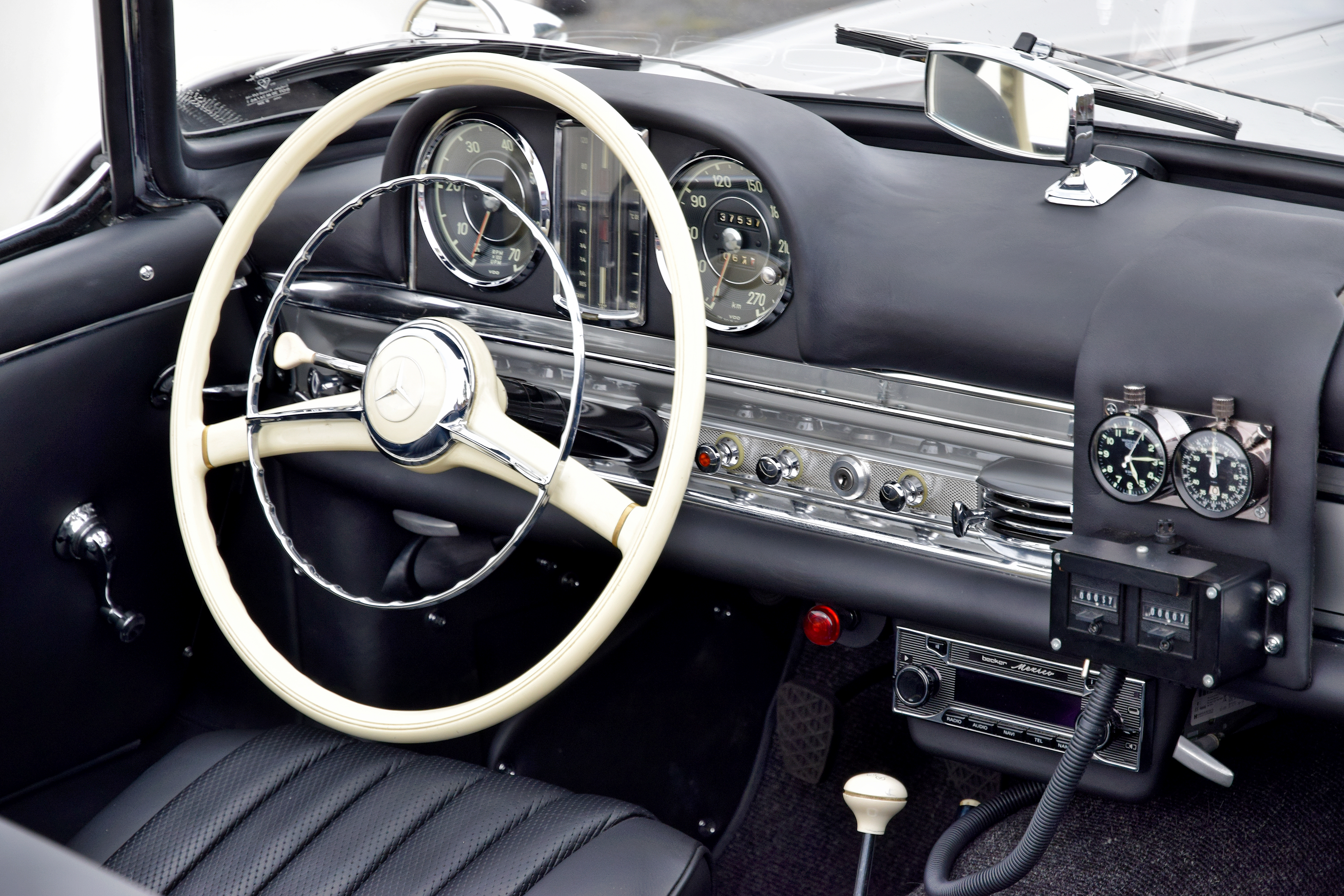
Retro Autoradio Becker Mexico (basierend auf dem Becker Cascade) in einem Mercedes 300SL